# YUFUKO
YUFUKO（ユウコ、1980年10月30日 - ）は日本の女性ファッションモデル。
千葉県出身。フロス所属。

## 人物
- 趣味は旅行、子供と遊ぶこと。
- 国内外のファッションショーやファッション雑誌などでモデルとして活躍。
- 結婚しており、2児の母である。妊娠中もパリ・コレクションや東京コレクションの舞台に立っている。

## 主な出演

### 広告
- DAIDAI
- 京葉ガス
- 無印良品

### ショー
- LIMI feu
- プラダ
- マーク・ジェイコブス
- TEI JOHJIMA
- シャネル
- MICHIO INABA
- hiromichi nakano

### 雑誌
- FUDGE
- an・an
- Spring
- VOCE
- 美的
- smart